# Viel-Saint-Remy
Viel-Saint-Remy település Franciaországban, Ardennes megyében. Lakosainak száma 300 fő (2022. január 1.). Viel-Saint-Remy Dommery, Faissault, Launois-sur-Vence, Neuvizy, Novion-Porcien és Wagnon községekkel határos.

## Népesség
A település népessége az elmúlt években az alábbi módon változott:
| Lakosok száma | 351  | 292  | 241  | 245  | 290  | 314  | 301  | 297  | 297  | 300  |
|               | 1968 | 1982 | 1990 | 2006 | 2013 | 2015 | 2017 | 2019 | 2020 | 2022 |